# Markdorf
Markdorf es una pequeña ciudad alemana perteneciente al distrito del lago de Constanza, en el estado federado de Baden-Wurtemberg. Junto con sus barrios Ittendorf y Riedheim tiene unos 12.700 habitantes. Está ubicada al sur del Gehrenberg, un monte de una altura de 754 m s. n. m.